# Pacbase
Pacbase ist eine Programmiersprache der vierten Generation und wird vor allem im Großrechner-Bereich eingesetzt. Pacbase generiert aus einer logisch strukturierten Programmieranweisung auf Wunsch COBOL-, RPG-, Fortran- oder Assembler-Code. Sehr mächtig ist das zentrale Repository von Pacbase. Es verwaltet alle Datenelemente, Segmente, Batch-Programme und Online-Bildschirme in Bibliotheken, die von verschiedenen Projekten gleichzeitig genutzt werden können.
Pacbase gehört zu den prozeduralen Programmiersprachen, d. h. der objektorientierte Ansatz wurde in Pacbase nicht umgesetzt.  
Alle in Pacbase-Programme benutzten Programmkomponenten, wie z. B. Datenbanksegmente und Datenelemente werden mit Hilfe von Verweisen eingebaut. Dies erlaubt eine sehr effiziente Analyse von Querverbindungen im Rahmen von Änderungen in den Applikationsanforderungen.